# Liên minh Dân chủ
Liên minh Dân chủ, là một tổ chức của Lê Văn Hoạch trong Việt Nam Quốc gia Tập đoàn ở Nam Kỳ, có xu hướng Cộng hòa nhưng phản đối Việt Minh toàn trị và chống lại các xu hướng bài Pháp cực đoan.